# Józefów (powiat brzeziński)
Józefów – wieś w Polsce położona w województwie łódzkim, w powiecie brzezińskim, w gminie Rogów.
Józefów do roku 1864 należał do wsi szlacheckiej Mroga Górna na prawie emfiteuzy.
W latach 1975–1998 miejscowość należała administracyjnie do województwa skierniewickiego.

## Zabytki
Według rejestru zabytków NID na listę zabytków wpisany jest obiekt:
- cmentarz wojenny z I wojny światowej, nr rej.: 852 z 31.12.1991